# روبوتات دقيقة

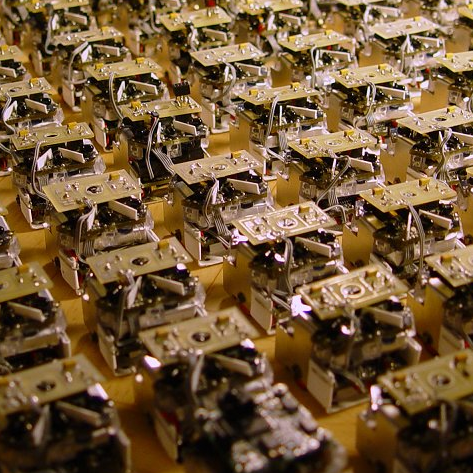
روبوتات جاسمين الدقيقة، والتي يبلغ عرض كل منها أقل من

يشير مصطلح الروبوتات الدقيقة (أو الروبوتات الصغيرة) إلى مجال الروبوتات المصغرة، وبالأخص الروبوتات المتحركة ذات الأبعاد المميزة الأقل من 1 مم. وقد يُستخدم المصطلح أيضًا للإشارة إلى الروبوتات القادرة على التعامل مع المكونات ذات الأحجام الميكرومترية.
ومجال الروبوتات الدقيقة هو أحد فروع علم الروبوتات، وهو معني بدراسة وتطبيق الروبوتات الصغيرة، مثل الروبوتات المتحركة ذات الهياكل الميكرومترية الحجم.
يتم استخدام البادئة «دقيق» بشكل غير موضوعي لتعني صغير، ولكن تحديد مقاييس أطوال تلك الروبوتات الدقيقة يمنع الالتباس بينها وبين الروبوتات الصغيرة. ولذا، فإن الأبعاد القياسية لروبوت النانو تكون 1 ميكروميتر أو أقل، أو يتراوح حجم المكونات من 1 إلى 1000 نانو متر. وبالنسبة للروبوت الدقيق فإن أبعاده تكون أقل من 1 مليمتر، أما أبعاد المللي روبوت، فتكون أقل من السنتيمتر، والميني روبوت أقل من 10 سـم (4 بوصة)، والروبوت الصغير تكون أبعاده أقل من 100 سـم (39 بوصة).
تم تقديم أول بحث وتصميم تصوري لتلك الروبوتات الدقيقة في بداية سبعينيات القرن الماضي، في صورة أبحاث سرية لوكالات الاستخبار الأمريكية. وشملت التطبيقات التصورية لتلك الروبوتات حينها تطبيقات تساعد في إنقاذ أسرى الحرب وفي مهام الاعتراض الإلكترونية. ولكن تقنيات التصغير لم تتطور بشكلٍ كامل في ذلك الوقت، ولذا فإن التطور في تصميم ذلك النموذج التجريبي لم يظهر مباشرةً بعد الحسابات والتصميمات التصورية. (شركة إي إس إل، 1970)
طُرحت فكرة صناعة روبوتات متناهية الصغر، والاستفادة من التطور الحديث في النظم الكهروميكانيكية الصغرى.
ونظرًا لصغر حجمها، فإن الروبوتات الدقيقة عادةً ما تكون زهيدة الثمن، ويمكن استخدامها بأعداد كبيرة (الروبوتات المجمعة) لاستكشاف البيئات متناهية الصغر أو شديدة الخطر بالنسبة للإنسان أو الروبوتات الأكبر حجمًا. ومن المتوقع أن تكون الروبوتات الدقيقة ناجحة جدًا في الكثير من التطبيقات، مثل البحث عن الناجين في أنقاض المباني المنهارة بعد الزلازل، أو عمليات فحص القناة الهضمية. وعلاوة على ذلك، يمكن تعويض الأشياء التي تفتقر إليها الروبوتات الدقيقة؛ سواء في قوة الهيكل أو في قوتها الحسابية، باستخدام أعدادٍ كبيرة من الروبوتات معًا، كما في تجمعات الروبوتات الدقيقة.
يرجع الفضل في إنتاج الروبوتات الدقيقة إلى ظهور وحدة التحكم الفائقة في آخر عقد في القرن العشرين، وأيضًا ظهور الأنظمة الميكانيكية المصغرة من السيليكون (MEMS)، على الرغم من أن العديد من الروبوتات لا تستخدم السيليكون في صناعة أجزائها الميكانيكية؛ بخلاف أجهزة الاستشعار.
يُعتبر توليد الحركة باستخدام مصدر طاقة محدود جدًا أحد التحدّيات الرئيسة التي تواجه تطوير الروبوت الدقيق. ويُمكن أن تستخدم الروبوتات الدقيقة بطارية خفيفة الوزن مثل بطارية بحجم العملة المعدنية، أو يمكنها أيضًا أن تستخلص الطاقة من البيئة المحيطة في صورة اهتزازات أو طاقة خفيفة. كما تستخدم الروبوتات الدقيقة الآن المحركات الحيوية، مثل السراتية الذابلة ذات الأسواط، حتى تستقطب الطاقة الكيميائية من السوائل المحيطة لتساعد الروبوت على الحركة. ويمكن التحكم في تلك الروبوتات الحيوية مباشرة باستخدام المحفزات مثل الانجذاب الكيميائي أو الانجذاب الغلفاني بالعديد من مخططات التحكم المتاحة.
أما الآن، بسبب التقدم في الاتصالات اللاسلكية مثل واي فاي (أي في الشبكات المنزلية)، فقد ارتفعت قدرة الروبوتات الدقيقة على الاتصال للغاية، وأصبح بإمكانها التعاون مع الروبوتات الدقيقة الأخرى في إنجاز مهام أكثر تعقيدًا.
واعتبارًا من عام 2008، أصبح أصغر الروبوتات الدقيقة يستخدم في محرك الدفع الخدشي.